# شیفتگی
شیفتگی فیلمی به کارگردانی، نویسندگی و تهیه‌کنندگی علی زمانی عصمتی محصول سال ۱۳۹۲ است.

## خلاصه فیلم
شایسته زنی است که بیش از سی سال است وجه زنانه خود را فراموش کرده است. او پس از آشنایی با یک موزیسین جوان به نام غوغا و کمک به او برای رفع گرفتاریش خود نیز دچار دگردیسی می‌شود.

## بازیگران
- رؤیا تیموریان در نقش شایسته (حاجی‌شا)
- افسانه چهره‌آزاد در نقش شمسی
- لیلا زارع در نقش غوغا
- سحر عبداللهی در نقش مهری
- بهداد رویان در نقش عباس
- هومن اشکبوس در نقش امیر
- مهسا ظریف در نقش معصومه
- مرتضی نسیم سبحان در نقش حیرانی
- لیلا بارگاهی در نقش شهره
- مجتبی لاله‌زاری در نقش سرباز
- امیر جلالی در نقش بهروز
- امیر زمانی در نقش قاضی
- مسعود ظریف در نقش افشین
- محسن عالم‌زاده در نقش دادیار
- جمیله ستوده‌نیا در نقش دکتر زنان
- مهری زمانی در نقش مدیر بهزیستی
- شایان ترابیان در نقش امیرعلی
- سامان قاضیان در نقش مهدی
- ملیکا عادلی در نقش نازنین
- رضا محبی در نقش سرباز۲

## جشنواره‌ها
| قسمت                     | نامزد         | نتیجه  | جایزه        |
| ------------------------ | ------------- | ------ | ------------ |
| بهترین بازیگر نقش اول زن | رویا تیموریان | کاندید | سیمرغ بلورین |